# Персано, Карло Пеллион ди
Карло Пеллион ди Персано (итал. Carlo Pellion di Persano; 11 марта 1806 года, Верчелли — 28 июля 1883 года, Турин) — сардинский и итальянский государственный деятель, адмирал. Командующий итальянским флотом в Битве при Лиссе.

## Биография
Родился в Верчелли. В юности вступил в сардинский флот. В 1848 году, офицером принимал участие в неудачном нападении с несколькими венецианскими кораблями на австрийский гарнизон в Каорле.
Во время войны 1859 года распоряжался блокадой Венеции. Во время экспедиции Гарибальди в Сицилию в 1860 году с судами крейсировал в Тирренском море. В 1860 году и 1861 году в качестве адмирала и уполномоченного от флота участвовал в осаде Мессины, Анконы (сентябрь 1860) и Гаэты (февраль 1861).
С 15 сентября 1855 года по 30 декабря 1857 года — командующий портом Генуи.
Избранный депутатом, примкнул к левому центру. В марте-декабре 1862 года — морской министр Италии в правительстве Урбано Раттацци. С 1865 года — сенатор.
С 3 мая по 28 июля 1866 года — главнокомандующий действующей армией.

## Битва при Лиссе
После начала в 1866 году Австро-прусской войны Италия примкнула к Пруссии, надеясь присоединить к себе последний крупный итальянский регион, находившийся под австрийской властью — Венецию.
Адмиралу Персано было доверено командование флотом. 15 июля 1866 года морской министр Агостино Депретис принял план, в соответствии с которым базировавшийся в Анконе итальянский флот (Regia Marina) должен был атаковать австрийские военно-морские силы в Адриатике. План предусматривал нападение на австрийскую базу на острове Лисса. 19 июля итальянские корабли предприняли бомбардировку острова.
Утром 20 июля итальянцы предприняли попытку десанта на остров. В это время к месту сражения прибыл австрийский флот под командованием адмирала Тегетгоффа. В ходе завязавшегося сражения итальянцы потерпели поражение и были вынуждены отступить.
Общественное мнение решительно обвиняло Персано в этом поражении, и он был предан верховному суду сената по обвинению в измене. В защитительной своей речи Персано старался возложить всю ответственность на подчиненных ему офицеров. Обвинение в измене было взято назад, но Персано признан виновным в неисполнении предписаний министерства, нераспорядительности и непростительной медлительности, лишен чина и приговорен к уплате судебных издержек.
15 апреля 1867 года Персано покинул сенат и поселился в Турине. Умер 28 июля 1883 года.

## Звания
- Гардемарин (Сардинское королевство, 23 декабря 1821 года)
- Младший лейтенант флота (Сардинское королевство, 17 февраля 1826 года)
- Лейтенант флота (Сардинское королевство, 14 апреля 1831 года)
- Капитан фрегата (Сардинское королевство, 13 апреля 1848 года)
- Капитан флота (Сардинское королевство, 13 февраля 1849 года)
- Контр-адмирал (Сардинское королевство, 7 октября 1859 года)
- Вице-адмирал (Сардинское королевство, 12 сентября 1860 года)
- Адмирал (с 8 декабря 1862 года по 15 апреля 1867 года).

За поражение при Лиссе, судом был лишён звания и уволен в отставку.

## Награды

### Итальянские награды
- Орден Святых Маврикия и Лазаря:
  - Большой крест (23 мая 1861 года)
  - Командор (2 мая 1860 года)
  - Офицер (3 декабря 1856 года)
  - Кавалер (27 августа 1849 года)
- Великий офицер Савойского военного ордена (3 октября 1860 года)
- Серебряная медаль «За воинскую доблесть»
- Медаль «В память о войнах за независимость»

### Иностранные награды
- Орден Святой Анны 4-й степени (Российская империя, 28 мая 1857 года)
- Большой крест ордена Непорочного зачатия Девы Марии Вилла-Викозской (Португалия)
- Орден Почётного легиона (Франция)
  - Командор (8 мая 1852 года)
  - Офицер (27 августа 1860 года)
- Медаль в память об Итальянской кампании (Франция)